# کنگره تحقیقات ایرانی
کنگره تحقیقات ایرانی، مجمع علمی سالانه‌ای بود که طی سال‌های ۱۳۴۹ تا ۱۳۵۷ به دعوت دانشگاه‌های ایران تشکیل می‌شد، و در جلسات آن محققان ایرانی و خارجی به ارائهٔ نتایج پژوهش‌های خود در زمینه‌های مربوط به فرهنگ ایرانی می‌پرداختند. 
نخستین کنگره تحقیقات ایرانی در سال ۱۳۴۹ تحت عنوان کنگرهٔ ایران‌شناسی به دعوت دانشگاه تهران تشکیل یافت و از کنگرهٔ دوم نام آن تغییر کرد. این کنگره سالی یک بار برگزار می‌شد و محققان عضو کنگره در شهریور ماه به دعوت یکی از دانشگاه‌های ایران به شهر محل آن دانشگاه سفر می‌کردند. 
کنگره تحقیقات ایرانی در سال‌های بعدی توسط دانشگاه‌های تبریز، اصفهان، شیراز و کرمان برگزار شد. 
آخرین کنگرهٔ تحقیقات ایرانی مقارن با ۱۷ شهریور ۱۳۵۷ در ارومیه گشایش یافت اما به سبب وقایع میدان ژالهٔ تهران تعطیل شد و از آن پس تشکیل این مجمع ایران‌شناسی متوقف شد.